# Мужиново-Косьцельне
Мужиново-Косьцельне (пол. Murzynowo Kościelne) — село в Польщі, у гміні Доміново Сьредського повіту Великопольського воєводства.
Населення — 336 осіб (2011).

## Демографія
Демографічна структура станом на 31 березня 2011 року:
|          | Загалом | Допрацездатний вік | Працездатний вік | Постпрацездатний вік |
| -------- | ------- | ------------------ | ---------------- | -------------------- |
| Чоловіки | 166     | 37                 | 120              | 9                    |
| Жінки    | 170     | 37                 | 99               | 34                   |
| Разом    | 336     | 74                 | 219              | 43                   |